# Allianz der Bewegungen für den Aufstieg Nigers
Die Allianz der Bewegungen für den Aufstieg Nigers (französisch Alliance des Mouvements pour l’Émergence du Niger, Kürzel: AMEN-AMIN) ist eine politische Partei in Niger.

## Geschichte
Die Allianz der Bewegungen für den Aufstieg Nigers wurde am 30. Juli 2015 unter der Führung von Omar Hamidou Tchiana gegründet. Tchiana war zuvor Funktionär bei der Nigrischen Demokratischen Bewegung für eine Afrikanische Föderation (MODEN-FA Lumana Africa) gewesen, hatte sich jedoch Mitte 2013 mit deren Parteivorsitzenden Hama Amadou überworfen.
Bei den Parlamentswahlen von 2016 gewann die Allianz der Bewegungen für den Aufstieg Nigers drei von 171 Sitzen in der Nationalversammlung. Bei den Präsidentschaftswahlen von 2016 unterstützte sie den siegreichen Amtsinhaber Mahamadou Issoufou von der Nigrischen Partei für Demokratie und Sozialismus (PNDS-Tarayya). Im August 2018 wurde sie aus der Regierungskoalition ausgeschlossen.
Aus den Parlamentswahlen von 2020 ging die Partei mit zwei von 171 Sitzen in der Nationalversammlung hervor. Der AMEN-AMIN-Vorsitzende Omar Hamidou Tchiana kandidierte bei den Präsidentschaftswahlen von 2020 und wurde mit 1,6 % der Wählerstimmen neunter von dreißig Bewerbern um das höchste Amt im Staat.